# Berne (Indiana)
Berne è una città di 4 150 abitanti degli Stati Uniti; si trova nella contea di Adams, nello Stato dell'Indiana, e fa parte delle township di Monroe e Wabash.
La città venne fondata nel 1852 da 70 immigrati svizzeri di religione mennonita, i quali diedero alla città lo stesso nome della capitale svizzera (in inglese, Berne). La città ha dato i natali a Richard Schrock, co-vincitore del Premio Nobel per la chimica del 2005.
Berne e il suo circondariato sono divenute famose per la presenza di comunità Amish.